# Den eldröda bokstaven
Den eldröda bokstaven (originaltitel The Scarlet Letter) är den amerikanske författaren Nathaniel Hawthornes mest kända verk och anses vara en av de främsta romanerna inom amerikansk litteratur. Boken publicerades 1850 och handlar om den unga kvinnan Hester Prynne som får bära en eldröd bokstav för att symbolisera sin synd.

## Handling
Hester Prynne lever i Boston under 1600-talet och puritanismen regerar i staden. När hon föder ett utomäktenskapligt barn tvingas hon sy fast ett rött A på sina kläder, som en symbol för hennes synd. Trots oändliga försök att få Hester att berätta vem barnets far är avslöjar hon aldrig hans namn och bär därför skammen ensam med sitt barn. Hon accepterar följderna av sitt handlande men underkastar sig aldrig. Istället använder hon sig av sitt straff för att visa upp sina skickligheter inom sykonsten och försörjer sig sedan stolt på detta yrke.

## Bokstaven A
Till att börja med symboliserar bokstaven på Hesters bröst hennes synd och står då för adultery, det engelska ordet för äktenskapsbrott. Men med tiden ändras dess betydelse allteftersom Hester växer och förändras. När hon uttrycker sig med nål och tråd ändras meningen till artist (konstnär) och utvecklas sedan vidare till able (kunnig) då hon tar hand om, och försörjer sig själv. Mot slutet av boken uppenbarar sig ett A på himlen som av samhället anses stå för angel (ängel). Hester har då, på grund av sättet hon hanterat sina motgångar, antagit en närapå änglalik status för läsaren, även om samhället hon bor i inte kan se det lika tydligt.

## Figurer baserade på verkliga människor
Flera figurer i romanen baseras på riktiga människor. Ett exempel är Ann Hibbins, en påstådd "häxa" vars namne avrättades för häxeri i Boston 1656.

## Filmatiseringar
Det har gjorts mängder av filmatiseringar av Den eldröda bokstaven, där några av de mest kända är stumfilmen från 1926 av Victor Sjöström och filmen från 1995 med Demi Moore i huvudrollen.
2010 släpptes även den Golden Globe-nominerade filmen Easy A, en romantisk komedi om en ung kvinna i nutidens samhälle som plötsligt befinner sig i en situation inte helt olik Hester Prynnes.

### Fotnoter
1. ↑  ”A Brief Survey of the Great American Novels”. Literary Hub. https://lithub.com/a-brief-survey-of-great-american-novels/.
2. ↑  Shmoop Editorial Team: ”The Scarlet Letter” Arkiverad 13 oktober 2011 hämtat från the Wayback Machine.
3. ↑  Shmoop Editorial Team: ”Mistress Hibbins” Arkiverad 20 januari 2011 hämtat från the Wayback Machine.
4. ↑  ”The Scarlet Letter”. silentfilm.org. https://silentfilm.org/the-scarlet-letter/. Läst 27 mars 2024.
5. ↑  The Scarlet Letter på Internet Movie Database
6. ↑  Easy A på Internet Movie Database